# Hypocaccus sinae
Hypocaccus sinae är en skalbaggsart som först beskrevs av Sylvain Auguste de Marseul 1862.  Hypocaccus sinae ingår i släktet Hypocaccus och familjen stumpbaggar. Inga underarter finns listade i Catalogue of Life.